# Friedrich Schwally
Friedrich Zacharias Schwally, né le 10 août 1863, décédé le 5 février 1919, était un orientaliste allemand.
Entre autres œuvres, il participa en 1909 à une édition augmentée de l'ouvrage Histoire du Coran de Theodor Nöldeke.